# Osborn (Wisconsin)
Osborn – miasto w Stanach Zjednoczonych, w stanie Wisconsin, w hrabstwie Outagamie.